# Hancockita
La hancockita és un mineral de la classe dels silicats, que pertany al grup de l'epidota. Va ser anomenada originalment el 1899 en honor d'Elwood P. Hancock (maig de 1835 – 5 de novembre de 1916), paisatgista. Hancock va començar la col·lecció de minerals cap al 1854 i la seva col·lecció va ser llegada a la Universitat Harvard el 1916. El nom va ser canviat per la Subcomissió Epidota de la CNMMN el 2006 a epidota-(Pb), sent restaurada a l'actual per l'IMA el 2015.

## Característiques
La hancockita és un sorosilicat de fórmula química {CaPb}{Al₂Fe3+}(Si₂O₇)(SiO₄)O(OH). Cristal·litza en el sistema monoclínic. La seva duresa a l'escala de Mohs es troba entre 6 i 7.
Segons la classificació de Nickel-Strunz, la hancockita pertany a «09.B - Estructures de sorosilicats amb grups barrejats de SiO₄ i Si₂O₇; cations en coordinació octaèdrica [6] i major coordinació» juntament amb els següents minerals: al·lanita-(Ce), al·lanita-(La), al·lanita-(Y), clinozoisita, dissakisita-(Ce), dol·laseïta-(Ce), epidota, khristovita-(Ce), mukhinita, piemontita, piemontita-(Sr), manganiandrosita-(La), tawmawita, manganipiemontita-(Sr), ferrial·lanita-(Ce), clinozoisita-(Sr), manganiandrosita-(Ce), dissakisita-(La), vanadoandrosita-(Ce), uedaïta-(Ce), epidota-(Sr), al·lanita-(Nd), ferrial·lanita-(La), åskagenita-(Nd), zoisita, macfal·lita, sursassita, julgoldita-(Fe2+), okhotskita, pumpel·lyïta-(Fe2+), pumpel·lyïta-(Fe3+), pumpel·lyïta-(Mg), pumpel·lyïta-(Mn2+), shuiskita, julgoldita-(Fe3+), pumpel·lyïta-(Al), poppiïta, julgoldita-(Mg), ganomalita, rustumita, vesuvianita, wiluïta, manganovesuvianita, fluorvesuvianita, vyuntspakhkita-(Y), del·laïta, gatelita-(Ce) i västmanlandita-(Ce).

## Formació i jaciments
Va ser descrita a partir de mostres obtingudes a la mina Franklin, a la localitat homònima del comtat de Sussex (Nova Jersey, Estats Units). També ha estat descrita a Suècia, Noruega i Macedònia del Nord.